# Beatrycze z Saksonii-Coburga-Gothy
Beatrycze Leopolda Wiktoria (ur. 20 kwietnia 1884 w Eastwell Park, Kent; zm. 13 lipca 1966 w Sanlúcar de Barrameda, Hiszpania) – księżniczka Edynburga, księżna Hiszpanii, księżna Galliera.

## Życiorys
Jej ojcem był Alfred, książę Edynburga, drugi syn królowej Wiktorii, władczyni Wielkiej Brytanii, i księcia Alberta. Jej matką była wielka księżna Maria, jedyna córka Aleksandra II Romanowa, cara Rosji, i Marii Heskiej. Jako wnuczka brytyjskiego monarchy w linii męskiej, Beatrycze otrzymała tytuł księżniczki Wielkiej Brytanii i Irlandii z tytułem Jej Królewskiej Wysokości. Księżniczka była też członkiem rosyjskiej rodziny carskiej, jako wnuczka cara.
We wczesnych latach swojego życia Beatrycze dużo czasu spędzała na Malcie, gdzie jej ojciec służył w Królewskiej Marynarce Wojennej. Po śmierci jej wujka księcia Alfreda, Ernesta II z Saksonii-Coburga-Gothy, 22 sierpnia 1893 roku, księstwo przypadło jej ojcu, po oddaniu go przez jego brata, przyszłego Edwarda VII. Książę i księżna podróżowali do Coburga, aby przejąć władzę.

### Małżeństwo
W 1902 roku, księżniczka Beatrycze miała romans z rosyjskim wielkim księciem Michałem, młodszym bratem cara Mikołaja, który wówczas był spadkobiercą carskiego tronu. Jednak nie dopuszczono do małżeństwa, gdyż sprzeciwił się temu Rosyjski Kościół Prawosławny, uważając, że pokrewieństwo między nimi jest zbyt bliskie. Wtedy puszczono plotkę, jakoby Beatrycze miała wyjść za mąż za Alfonsa XIII, króla Hiszpanii, ale pogłoska okazała się być fałszywa, gdy król poślubił Wiktorię Eugenię Battenberg w 1906. To na ich ślubie księżniczka spotkała brata ciotecznego władcy, Alfonsa Orleańskiego (1886–1975), infanta Hiszpanii, księcia Galliera, syna infantów Antoniego i Eulalii.
Hiszpańska rodzina królewska nie była szczęśliwa, gdy dowiedziała się, że para chce się pobrać. Wtedy stało się jasne, że Beatrycze i Alfons będą musieli żyć na wygnaniu. Para miała trzech synów:

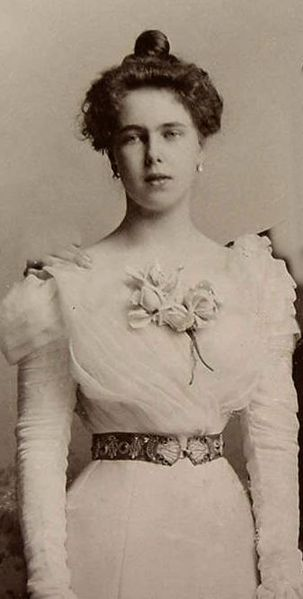
Beatrycze, księżna Galliera

- Alvaro (1910–1997)
- Alfonso (1912–1936)
- Ataulfo (1913–1974)

### Skandal i wygnanie
Beatrycze i Alfons wzięli ślub w obrządku rzymskokatolickim i protestanckim w Coburgu, 15 lipca 1909 roku. Para najpierw osiadła w Coburgu do 1912 roku, aż w końcu pozwolono im wrócić do Hiszpanii. Podczas nieudanego małżeństwa, król Alfons XIII miał wiele romansów i również nieślubnych dzieci. Pojawiła się nieprawdziwa plotka, że miał romans także z Beatrycze. Oboje byli przyjaciółmi, ale w dusznej etykiecie hiszpańskiego dworu, taka relacja byłaby trudna do ukrycia. Maria Krystyna Austriacka (1858–1929), hiszpańska królowa-wdowa, była ogromnie urażona tymi pogłoskami, i gdy spotkała się z Beatrycze w San Sebastián, poprosiła ją, aby opuściła Hiszpanię. Gdy ta odmówiła, król Alfons, nie miał innego wyboru i musiał ją deportować.

### Wojna domowa
Rodzina przeniosła się do Anglii, synowie kształcili się w college’u Winchester. Gdy hiszpańska rodzina królewska w końcu ustąpiła i zezwoliła im na powrót do Hiszpanii, zamieszkali w posiadłości w Sanlúcar de Barrameda. Rok 1931 był nieszczęśliwy dla rodziny Beatrycze – upadła hiszpańska monarchia, a po ustanowieniu II Hiszpańskiej Republiki w 1931 roku król Alfons wraz z rodziną uciekli do Włoch. Sytuacja polityczna doprowadziła do wybuchu hiszpańskiej wojny domowej. Beatrycze i Alfons stracili swoje posiadłości w Hiszpanii. Na wojnie zginął drugi syn pary, Alfons, walcząc przeciwko Republice (1936).

### Późniejsze życie
Beatrycze umarła w swojej posiadłości w Sanlúcar de Barrameda 13 lipca 1966 roku. Jej mąż przeżył ją o dziewięć lat. Ich syn Ataulfo zmarł jako kawaler w 1974 roku. Dzieci miał tylko książę Alvaro.